# Distribució de Gumbel de tipus II
En teoria de la probabilitat i estadística, la distribució de Gumbel de tipus II és aquella distribució de probabilitat que té, com a funció de densitat de probabilitat:
{\displaystyle f(x|a,b)=abx^{-a-1}e^{-bx^{-a}}\,}
per:
{\displaystyle 0<x<\infty }.
Això implica que és similar a la distribució de Weibull, substituint {\displaystyle b=\lambda ^{-k}} i {\displaystyle a=-k}. Noti's, tanmateix, que un valor positiu de k (com és el cas en la distribució de Weibull) faria que a fos negatiu, cosa que no està permesa en aquesta distribució, ja que es tindria una densitat de probabilitat negativa.
Per {\displaystyle 0<a\leq 1} la mitjana és infinita. Per {\displaystyle 0<a\leq 2} la variància és infinita.
La seva funció de distribució acumulada és:
{\displaystyle F(x|a,b)=e^{-bx^{-a}}\,}
Els moments {\displaystyle E[X^{k}]\,} existeixen per {\displaystyle k<a\,}
El cas particular en què b = 1 correspon a la distribució de Fréchet.
La distribució rep el nom del matemàtic alemany Emil Julius Gumbel (1891 – 1966).